# Козлов, Андрей Вячеславович
Андрей Вячеславович Козлов (Пустой шаблон {{ВД-Преамбула}} ) — российский хоккеист, защитник. Тренер.

## Биография
Воспитанник московского «Спартака». В сезоне-1988/89 провёл пять матчей за клуб второй лиги «Трактор» Липецк. В сезонах 1992/93 — 1993/94 играл за «Сокол» Луховицы, также провёл семь матчей в составе воскресенского «Химика» в МХЛ. В низших североамериканских лигах выступал за клубы «Эри Пантерс» (1993/94 — 1994/95), «Роанок Экспресс» (1994/95, обе — ECHL) и «Детройт Фэлконс» (1994/95, Колониальная хоккейная лига).
Вернувшись в Россию, провёл сезон-1995/96 за «Спартак» и завершил профессиональную карьеру из-за травм. На любительском уровне играл за «Вымпел» (Жуковский, 1997—2006).
Тренер в хоккейный школах «Олимпиец» (Балашиха, 2010—2011), «Атлант» Мытищи (2013—2016). Тренер в команде ВХЛ ЦСК ВВС Самара (2017/18). Тренер в школе «Клин спортивный» (2018—2019). В сезоне-2019/20, с 19 декабря — главный тренер МХК «Кристалл» Саратов в НМХЛ. Тренер в ДЮСШ ХК «Бобров» (2020—2022). В сезоне-2022/23, до 1 ноября — главный тренер команды НМХЛ «Арктика» Мурманск. С 2023 года до 31 января 2025 — главный тренер команды Студенческой хоккейной лиги «МГУ-Талина» (Саранск).